# Iles Tatajew
Iles Wachidowicz Tatajew ros. Илес Вахидович Татаев (ur. 1 maja 1938 we wsi Staryje Atagi k. Groznego, zm. 7 stycznia 2022) – czeczeński reżyser i scenarzysta.
W 1944 wraz z rodziną został przymusowo deportowany do Kazachstanu. Powrócił do Czeczenii w latach 50. i studiował na wydziale filologicznym Uniwersytetu Czeczeńsko-Inguskiego w Groznym. W 1964 rozpoczął pracę w stacji telewizyjnej w Groznym, jako pomocnik reżysera.
W 1968 ukończył z wyróżnieniem kurs dla reżyserów filmowych w Moskwie. Realizował filmy dokumentalne, skupiając się na tematyce sztuki ludowej i muzyki. Był członkiem Związku Filmowców ZSRR. Kiedy w 1995 powstało w Groznym Czeczeńsko-Inguskie Studio Filmowe, Tatajew został jego dyrektorem. Rok później wyjechał z Czeczenii i zamieszkał w Moskwie.

## Filmy
- 1988: Когда отзовется эхо
- В стране башен
- Горская новелла (Górska powieść)
- Даймохк (Земля отцов)
- Долгожители (Długowieczni)
- Память древних бойниц
- Танец – жизнь моя (Taniec - moje życie)